# تومي كونروي
تومي كونروي (بالإنجليزية: Tommy Conroy)‏ هو لاعب كرة القدم الغالية أيرلندي، ولد في 1963 في دبلن في جمهورية أيرلندا. كان أحد الأسماء البارزة في نادي بورلاويش ج.أ.أ طوال حياته، وقدم مساهمات كبيرة في نجاح الفريق في كرة القدم. على مدار 17 عامًا في كرة القدم الكبرى، حقق كونروي نجاحات ملحوظة، حيث فاز بستة بطولات محلية وببطولة لينستر في عام 1987. يُحتفل به بسبب صلابته وإصراره، خاصة أنه لعب خلال سنوات صعبة في التسعينيات، ثم ازدهر مع جيل جديد من اللاعبين الموهوبين في العقد الأول من القرن الواحد والعشرين.

## الذكريات المبكرة
بدأت علاقة كونروي بنادي بورلاويش ج.أ.أ في سن مبكرة. يتذكر تدريباته بالقرب من ملعب أو مور بارك حيث تقع الشقق الحالية (باركسايد). كانت الذكريات المبكرة تتضمن التدريب مع شخصيات مثل أولي بيرن في رياضة الهوكي و"بيل" في كرة القدم. واحدة من أبرز الذكريات كانت حضوره نهائي لينستر في 1976 ضد فريق كولي كيكمز، وهو حدث ترك أثراً كبيراً فيه وزاد من فخره بتمثيل بورلاويش.

## الهوكي وكرة القدم للشباب
كما جرب كونروي رياضة الهوكي، ولكنه اعترف بأنه لم يكن ماهرًا فيها. رغم ذلك، كان جزءًا من فريق بورلاويش الذي فاز ببطولة فيلي تحت 2 في جالوي مع لاعبين مثل بول بيرغين وركي أوكونيل. أما في كرة القدم، يتذكر فوزهم بأول بطولة للشباب في 1984 بعد فوزهم على فريق غرايغولين في مباراة إعادة.

## الأبطال والتأثيرات
عندما كان كونروي في مراحل مبكرة من مسيرته الرياضية، كان يتأثر بلاعبين مثل "أتش"، الذي كان لاعبًا متنوع المهارات ويمكنه اللعب في عدة مراكز. كما ذكر كونروي احترامه للعب مع كولم براون، الذي كان يراه لاعبًا متميزًا.

## مسيرة كرة القدم الكبرى واللحظات الحاسمة
كانت أبرز إنجازات كونروي في كرة القدم في أواخر الثمانينات والتسعينيات. من أبرز ذكرياته الفوز ببطولة لينستر ضد فريق بارنيلز في 1987، بالإضافة إلى الانتصارات في أواخر التسعينيات. لكنه عانى أيضًا من بعض الخيبات، مثل الخسارة في نهائي دوري لينستر ضد فريق فيراباني، بالإضافة إلى الهزائم في نصف نهائي كأس إيرلندا. كان أكبر إحباط له في نهائي 2005 ضد فريق بالينا، حيث شعر أن المباراة قد فاتته.

## التحديات وأصعب الخصوم
خلال مسيرته الرياضية، واجه كونروي العديد من الخصوم الأقوياء. على المستوى المحلي، كان يتعين عليه مراقبة لاعبين مثل برنارد فلين، الذي كان معروفًا بسرعة ومرونة تحركاته. وعلى مستوى النادي، كان اللاعبون مثل إيمون سترونغ وميك ديمبسي من أصعب الخصوم الذين واجههم.

## التدريب والتأملات
بعد انتهاء مسيرته كلاعب، انتقل كونروي إلى مجال التدريب، حيث وجد متعة في وضع الخطط الاستراتيجية ومشاهدتها تنجح في المباريات. وعند سؤاله عن فلسفته التدريبية، شدد على أهمية الصدق والموقف الإيجابي في اللاعبين، وأكد على أن الاهتمام بالبيئة الإيجابية داخل النادي مهم للغاية.
كونروي استعرض مسيرته الرياضية وأعرب عن بعض أسفه لعدم معرفته بتفاصيل التغذية وطرق التدريب الحديثة في أيامه كلاعب. كما شعر بالندم أحيانًا لأنه كرّس وقته بالكامل للرياضة على حساب تجارب أخرى، مثل السفر.

## مساهمة في نادي بورلاويش ج.أ.أ
كان نادي بورلاويش ج.أ.أ جزءًا أساسيًا من حياة كونروي، حيث كان شغفه الأكبر بعد العائلة. وعلى الرغم من بعض القضايا الداخلية داخل النادي، خاصةً فيما يتعلق بتحدي الدمج بين رياضتي الهوكي وكرة القدم، يرى كونروي أنه يجب أن يسعى النادي ليكون نادٍ مزدوج الرياضات. يؤكد على ضرورة السماح للشباب باختيار الرياضة التي يرغبون في ممارستها مع العمل معًا في النهاية لصالح النادي.
طموحات كونروي لنادي بورلاويش تشمل زيادة مشاركة الأفراد على جميع المستويات، سواء على مستوى اللجان أو التدريب أو اللعب. ويشدد على أهمية الوصول إلى المجتمع المحلي بعيدًا عن الأشخاص المقيمين في المدينة فقط، ويعتقد أن تعزيز مشاركة الأفراد الجدد في النادي سيجعل النادي أقوى.

## الإرث
لقد ترك تومي كونروي بصمة لا تُمحى في نادي بورلاويش ج.أ.أ من خلال تفانيه في العمل وجهوده المستمرة. من خلال عمله الجاد وإصراره وقيادته، ساهم في نجاح الفريق على أرض الملعب وشكل مستقبل النادي، مما يضمن استمراره في التفوق للأجيال القادمة.